# Schlacht an der Kolubara
Cer – Drina – Kolubara
Die Schlacht an der Kolubara gilt als die bedeutendste Schlacht zwischen den Armeen Österreich-Ungarns und dem Königreich Serbien im Ersten Weltkrieg. Sie wurde vom 16. November bis 15. Dezember 1914 auf einer Frontlänge von über 200 km geführt. Im Rahmen des Serbienfeldzugs 1914 standen 450.000 österreichisch-ungarische Soldaten etwa 450.000 serbischen Soldaten gegenüber. Die Kämpfe fanden im Einzugsgebiet der Kolubara im westlichen Serbien statt.
Die Schlacht endete mit dem Sieg der serbischen Armee unter der Führung von Radomir Putnik über die von Oskar Potiorek kommandierten österreich-ungarischen Streitkräfte.

## Vorgeschichte
Nach der Schlacht an der Drina begann Potiorek am 5. November 1914 mit einer neuen Offensive, welche die serbische Armee bis nach Valjevo und an den Fluss Kolubara zurückdrängte. Die k.u.k. 5. Armee unter General der Infanterie Liborius Frank überschritt die Save und den Jadar und drängte die serbische 2. Armee nach Süden ab, während die k.u.k. 6. Armee weiter südlich die Serben vom Jagodnija-Plateau vertrieb und die serbische 1. und 3. Armee ebenfalls zum Rückzug zwang.
Am 15. November wurde Valjevo durch die 48. Division des k.u.k. XV. Korps besetzt.
Im serbischen Oberkommando wurde zu dieser Zeit über einen Rückzug in den Süden des Landes oder gar einen Waffenstillstand debattiert, was Putnik aber verhindern konnte.

## Die Schlacht

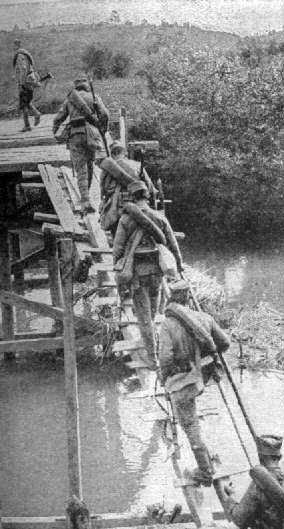
Serbische Soldaten überqueren den Fluss Kolubara

Die k.u.k. 5. Armee erreichte am 16. November die Kolubara zwischen Obrenovac und Lazarevac auf breiter Front und startete am folgenden Tag einen Angriff gegen die serbische Verteidigungsstellungen. Das im Nordabschnitt stehende Kombinierte Korps Krauß setzte die 29. Division zum Angriff bei Konatice an, konnte die Serben aber nicht einmal aus der versumpften Niederung westlich der Lukavica hinausdrängen. Die 7. Division, welche die Kolubarabrücke bei Skobalj in die Hände bekommen hatte, schob am 17. November ihre Vorhut auf die Lukavica vor. Das südlich davon angesetzte VII. Korps (FML Viktor von Scheuchenstuel) schloss überhaupt erst an diesem Tag vollständig zur Kolubara auf und bereitete erst den Durchbruch auf Lazarevac vor. Das XIII. Korps (General der Infanterie von Rhemen) war mit der 36. Division (FML Claudius von Czibulka) bei Slovac und der 42. Honved-Division (FML Johann Salis-Seewis) bei Divci über den Fluss gegangen und war in den Rückzugstrain der zum Ljig-Abschnitt zurückgehenden serbischen 3. Armee (General Pavle Jurišić Šturm) hineingestoßen. Bei Mionica kam es mit serbischen Trains zu geradezu heillosen Bewegungen um den Übergang der Ribnica. Am 18. November gelang dem VIII. Korps mit der 21. Schützen-Division (FML Artur von Przyborski) der Flussübergang und die Eroberung von Lazarevac, die südlicher stehende 9. Division (Generalmajor Franz Daniel) rannte an der serbischen Gegenwehr vor Lajkovac fest. Das Hauptziel des VIII. Korps war es, die Verteidigung der serbischen 2. Armee um Lazarevac zu durchbrechen, die serbische 3. Armee sollte in Richtung auf Arandjelovac zurückgeworfen werden.
Am 19. November wurde die Kriegsbrücke der 7. Division bei Skobalaj durch Hochwasser überschwemmt, ein übergesetztes Detachement unter Generalmajor Letovsky konnte sich am Mündungswinkel der Turija halten. Die 21. Schützen-Division kam bei Lazarevac ohne eingelangte Artillerie nicht weiter vorwärts. Hingegen konnten die Batterien der 9. und 36. Division bei Zupanjac die serbische Verteidigung bei Vrače Brdo brechen. Der Nachschub für das XV. und XVI. Korps steckte zwischen Loznica und Zavlaka fest, auch die zweite Route über der Straße Šabac über Preadi nach Valjevo nachgeführt, brachte wegen der schlechten Wetterlage keine Verbesserung.
Am 20. November musste das XIII. Korps wegen des starken serbischen Widerstandes die Ankunft des auf Grn. Toplica vorgehenden XV. Korps (FZM Wenzel Wurm) abwarten. Das XV. Korps erneute seinen Angriff gegen die 1. Armee am 21. November, die durch das Rogatica-Detachement verstärkte Division-Donau II wurde in Richtung des Maljen-Gebirges zurückgeworfen. Die Serben zogen sich erst nach drei Tagen schwerer Kämpfe von diesem Berg zurück. Am 27. November erreichten das VIII. und XIII. Korps die Linie Vis-Glavica-Volujak. Schwere Kämpfe hatte die Truppen des XV. Korps im Maljen-Gebirge zu bestehen, sie operierten gegen Čačak und Gornji Milanovac. Das Gelände wurde für die k.u.k. Truppen immer schwieriger, die ermüden Soldaten waren erschöpft. Am 30. November folgte der Rückzugsbefehl für die serbischen 3. Armee (Jurišić) nach Arandjelovac.
Putnik ordnete die Rücknahme der serbischen Nordfront (serbische Korpsgruppe Belgrad und 2. Armee) auf Kragujevac in Zentralserbien an, was den Österreichern am 2. Dezember die kampflose Einnahme Belgrads erlaubte. Das österreich-ungarische Oberkommando rechnete nun mit einem sicheren Sieg. Allerdings waren die Truppen erschöpft und die Nachschubsituation verschlechterte sich, während die Serben gerade rechtzeitig französische Munitionslieferungen erhielten.

### Serbische Gegenoffensive
Der serbische Generalstabschef Putnik und General Živojin Mišić, der inzwischen die 1. Armee übernommen hatte, konzentrierten unter Vernachlässigung ihrer Nordfront ihre Truppen an der Kolubara und begannen am 3. Dezember mit einer Gegenoffensive gegen den Abschnitt der k.u.k. 6. Armee. Der Angriff wurde energisch bis 9. Dezember fortgesetzt und überraschte die siegessicheren Österreicher vollkommen. In einer dramatischen Wende konnte die österreich-ungarische Offensive gestoppt und ihre Armee zurückgeworfen werden.
Der Hauptstoß der serbischen 1. und 3. Armee erfolgte aus der Umgebung des Rudnik-Gebirges und aus dem Raum Arandjelovac in Richtung zur Kolubara. Die Divisionen Sumadija I und Timok I stießen gegen Lazarevac vor, um den Feind wieder über die Kolubara zu werfen. Die Divisionen Morava I, Drina I und die kombinierte Division stiegen von den Westhängen des Rudnikgebirges herunter und griffen die Golubac-Höhe an, um durch das Stavicatal vorgehend die Straße von Grn. Milanovac nach Moravci zu erreichen. Die Division Timok II und Morava II brachen von Grn. Milanovac gegen Brezna und Banjani vor und drängten die Österreicher über den Suvobor-Rücken zurück.
Die k.u.k. 6. Armee wurde gleichzeitig von Osten und Süden angefallen und musste sich am linken Flügel über die Kolubara und den Ljig, im Zentrum und auf dem rechten Flügel über die Kuppen der Prostruga, der Gojnagora und das Maljen-Gebirge nach Valjevo zurückkämpfen.
Potiorek musste den Rückzug hinter die Kolubara und schließlich am 15. Dezember 1914 die Räumung der Macva und des gerade eroberten Belgrad anordnen.

## Folgen
Der serbische Sieg kam überraschend und bewog selbst den deutschen Kaiser Wilhelm II. zu einer einmaligen Tat: Er gratulierte persönlich dem serbischen Generalstabschef Radomir Putnik und damit einem offiziellen Kriegsgegner.
Oskar Potiorek dagegen wurde für das Scheitern der Offensive gegen Serbien verantwortlich gemacht, seines Postens enthoben und vorzeitig pensioniert. Dies bedeutete gleichzeitig eine Entehrung seiner Person. Der christlichsoziale Abgeordnete Karl Niedrist formulierte im österreichischen Parlament besonders heftig:

„Potiorek, der seinerzeit Gouverneur in Bosnien war, aber nicht einmal wusste, wie es dort aussah ... Sein erstes Verbrechen war, dass er ganz und gar in Unkenntnis der dortigen Umtriebe den Thronfolger Franz Ferdinand geopfert hat ... Diesem Mann hat man nun das Oberkommando in Serbien gegeben ... Ist er nicht normal, so gehört er in ein Sanatorium. Ist er normal, so gehört er an den Galgen für die vielen Menschen, die da hingeopfert worden sind.“

Feldmarschallleutnant Alfred Krauß, der unter Potiorek gedient hatte, beschrieb hingegen tieferliegende Ursachen:

„Die Serben waren Österreichs stärkster und gefährlichster Feind. Der serbische Soldat war tapfer, sehr geschickt, beweglich, genügsam und fanatisch. Die Führung war sehr gut. Die serbische Artillerie war unserer an Schußweite und Wirkung weit überlegen. Die Serben waren viel ernstere Feinde als Russen, Franzosen und Italiener ... Potiorek und alle anderen Generäle, die versagt haben: Nicht sie trifft dafür die Schuld, sondern das staatliche System, in dem solche Generäle aufwachsen konnten und jene Personen, die in Verkennung der Werte der Person Ungeeignete in verantwortungsvolle Führungsstellen brachten. In der alten Monarchie ... konnten nur ängstliche, verantwortungsscheue, nach oben geschmeidige, allen Konflikten ausweichende und jedem energischen Auftreten abholde, also bequeme Personen in die höchsten Stellen gelangen.“

Noch im Dezember wurde Erzherzog Eugen von Österreich-Teschen neuer Oberkommandierender an der Balkanfront.
Gleichwohl hatte der Sieg die serbische Armee hohe Verluste gekostet und sie der Fähigkeit zu weiteren offensiven Operationen beraubt. Eine Invasion Bosniens oder Ungarns, wie sie zeitweise vom Chef des AOK Franz Conrad von Hötzendorf befürchtet wurde, stand außer Frage. Die k.u.k. Armee konnte es sich leisten, erhebliche Teile der Balkanarmee zum russischen Kriegsschauplatz zu verlegen, wo die Winterschlacht in den Karpaten begonnen hatte.